# La Fullaca (Sant Sadurní d'Osormort)
La Fullaca és una masia de Sant Sadurní d'Osormort (Osona) protegida com a bé cultural d'interès local.

## Descripció
Masia de planta rectangular, coberta a dues vessants amb el carener perpendicular a la façana situada a migdia. Consta de planta baixa, primer pis i golfes. Presenta dos portals i una finestra, la centra es troba datada. Al primer pis s'obren tres finestres amb ampit, la central motllurada i els laterals senzilles. A les golfes hi ha una obertura triangular. Els ràfecs de totes les façanes presenten un ampli voladís. El pedrís del portal arrebossat també està datat i correspon a l'època d'una adossament a la part posterior. La façana W no té cap obertura a la planta i s'obren dues finestres al primer pis. A llevant hi ha una finestra i una espiera a la part antiga i una altra a la part nova, i dues més al primer pis. Al sector nord s'hi adossa un cos, seguint les mateixa vessant, amb portal i una espiera a la planta. En aquest indret s'hi afegeix un cobert d'uralita. És construïda en pedra i la façana és arrebossada.

## Història
Antic hostal situat al peu de la carretera de Vic a Sant Hilari (BV5201) que pertany al terme de Sant Sadurní d'Osormort que va pertànyer al terme de Sant Llorenç del Munt o de Cerdans i que al segle xiv es va unir al terme d'Espinelves regida per un batlle de la casa dels vescomtes de Cabrera. Com indica la llinda del portal fou construït per Geroni Verneda, família que consta en els fogatges de 1553 del terme de Sant Sadurní d'Osormort, aleshores habitava la casa pairal un tal Segimon Verneda i possiblement al segle xviii un fadristern es va establir a l'hostal. Com consta també en les dades constructives fou reformat el 1944, quan es degué arrebossar la façana i quan s'ha afegí la part dels sector nord. Dades constructives i inscripcions: "HOSTAL GERONI VERNEDA/1766" (a la llinda de la porta); "PUEBLO DE/SATURNO DE OSORMORT/ PARTIDO DE VICH/PROVINCIA DE BARCELONA" (placa de la façana), "1944" (pedrís portal).